# Поликарп Анастасиадис
Поликар (на гръцки: Πολύκαρπος, Поликарпос) е гръцки източнокатолически духовник.

## Биография
Роден е в гръцко православно семейство в тракийската Ганоска и Хорска епархия със светското име Анастасиадис (Αναστασιάδης). Приема католицизма и Якинт Марангос го изпраща да учи Рим, но поради формалности е върнат в Цариград, където учи теология. В 1865 година е ръкоположен за свещеник от епископ Мелетий Стараверос и е изпратен да служи в католическата църква „Св. св. Петър и Павел“ в българското униатско солунско село Юнчиите. Остава в Юнчиите до 1869 година. Викторен Галабер, който посещава селото през 1866 година пише:
| „ | Поп Поликарп, ученик на дон Джовани Хиасинт Маренго, е бил пример на селото със своята набожност, доброта и усърдие. Въпреки, че е грък и не е знаел български, започнал да учи този език и за много кратко време успял да се научи да го говори и да наставлява паството си на матерния му език. | “ |

В 1877 година Поликарп наследява от отец Якинт ръководството на униатската общност в Цариград.